# ایلان هالیفی

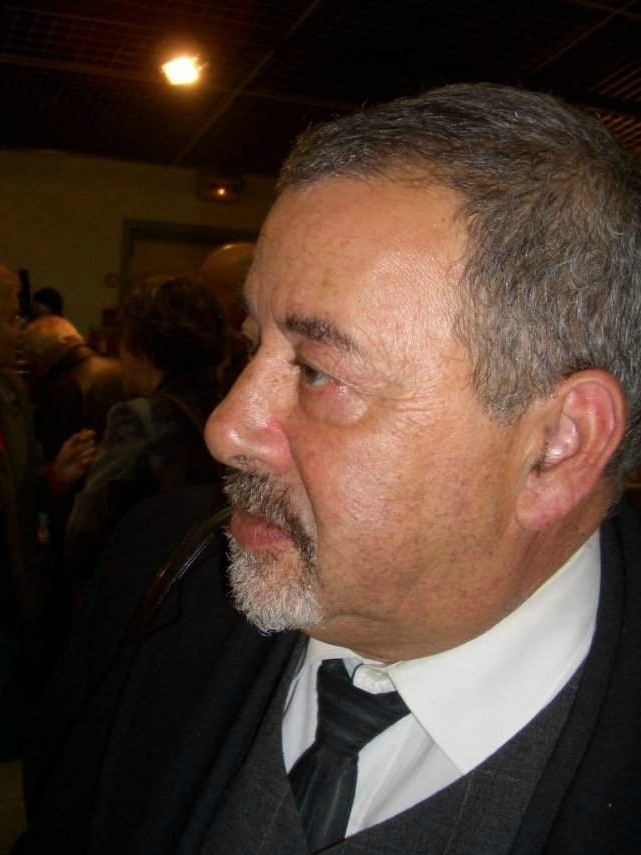

ایلان هالیفی (عبری: אִילָן הַלֵּוִי) سیاستمدار و روزنامه نگار یهودی فلسطینی، یکی از معدود اعضای عالی رتبهٔ یهودی سازمان آزادی‌بخش فلسطین بود. او رمان‌نویس هم بود. او منتقد صهیونیسم بود و کتابهای متعددی در این زمینه نوشته بود. او از اعضای مؤسس ریویوی مطالعات فلسطینی در سال ۱۹۸۱ بود. او در پاریس و کرانهٔ غربی زندگی می‌کرد و خود را ۱۰۰٪ یهودی و ۱۰۰٪ عرب توصیف می‌کرد.